# Spermophilus fulvus
La ardilla de tierra amarilla (Spermophilus fulvus) es una especie de roedor esciuromorfo de la familia Sciuridae propia de varios países del Asia central, encontrándose en Afganistán, China oriental, Irán, Kazajistán, Kirguistán, Rusia, Tayikistán, Turkmenistán y Uzbekistán.

## Subespecies
Se reconocen las siguientes subespecies:
- Spermophilus fulvus fulvus
- Spermophilus fulvus hypoleucos
- Spermophilus fulvus oxianus